# Abraxas nephodes
Abraxas nephodes là một loài bướm đêm trong họ Geometridae.